# Karate nights
Karate nights er en dansk kortfilm fra 2010, der er instrueret af Emil Falke efter manuskript af ham selv og Jonas Berlin.

## Handling
Denne artikel mangler et handlingsreferat. Hjælp os med at skrive det.

## Medvirkende
- Kasper Sidenius Kofod - Troels
- Daniel Manthey Larsen - Nicky
- Stephania Potalivo - Tankpige
- Louise Nielsen - Pige i klassen
- Ken Larsen - Karatetræner
- René Johannes Machen - Gymnastiklærer
- Sebastian Alstrup - Dreng i gymnastiksal
- Kasper Serup - Dreng på knallert
- Mathias Toftegård Andersen - Dreng på taget
- Klasseelever, karateelever og festdeltagere